# Zengerlein
Zengerlein var en svensk adelsätt av tyskt ursprung.
Ätten stammade (enligt Gabriel Anreps ättartavlor) från färgaren Johan Zengerlein i Lüneburg, vars son, den ursprungligen sachsiske militären Georg David Zengerlein (1674-1729), år 1700 kom i svensk fångenskap vid slaget vid Narva och därvid övergick i svensk tjänst och slutade sina dagar som kommendant i Göteborg. Dessförinnan hade han adlats 1719 och introducerats samma år på Riddarhuset med ättenummer 1577.
Vid mitten av 1800-talet utdog ätten på manssidan i Sverige emedan den då enda kvarlevande manliga ättemedlemmen, Bolivar Jacob Zengerlein (1825-?), bosatt sig utomlands (först i USA, senare i Kina). Åtminstone så sent som 1926 skall ätten genom denne dock ha kvarlevt utanför Sverige.